# 2004 في ألبانيا
تحتوي هذه المقالة على أهم الأحداث التي شهدتها ألبانيا في 2004، إضافة إلى أهم الشخصيات الألبانية المتوفية في هذه السنة.

## الحكم
- رئيس الجمهورية: ألفريد مويسيو.
- رئيس الوزراء : فاتوس نانو.

## الأحداث

### فبراير
المعارضة تُقيم مُظاهرات غاضبة في تيرانا للمُطالبة باستقالة فاتوس نانو والاحتجاج على فشل الحكومة في تحسين مستويات المعيشة.

### ديسمبر
انتخاب إيدي راما عمدة مدينة تيرانا، في منصب عمدة العالم.